# UTOPIA (DEENのアルバム)
UTOPIA（ユートピア）はDEENのオリジナルアルバム。前作からおよそ1年振りのリリースとなった。

## 概要
- ビーイング離脱後初のアルバム。
- 初回限定盤(Enhanced CD仕様)にはアメリカでのジャケット･PV撮影やこのアルバムの楽曲のトラックダウンの様子、このアルバムに収録されたシングル曲のミックスを担当したAl Schmittのインタビューなどが収められている。

## 楽曲について
1. ユートピアは見えているのに 〜Twilight style〜 (Al Schmitt MIX)
2. 翼を風に乗せて〜fly away〜 (Al Schmitt MIX)
3. 星の雫
4. 太陽と花びら (Al Schmitt MIX)

## 収録内容
| 全作詞: 池森秀一。 |                                                                    |           |                       |                   |      |
| #                  | タイトル                                                           | 作詞      | 作曲                  | 編曲              | 時間 |
| 1.                 | 「ユートピアは見えているのに 〜Twilight style〜 (Al Schmitt MIX)」 | 池森秀一  | 土田則行              | DEEN & 大平勉     | 4:38 |
| 2.                 | 「Someday」                                                        | 池森秀一  | 鈴木寛之              | DEEN & 大平勉     | 4:04 |
| 3.                 | 「Driving my car」                                                 | 池森秀一  | 土田則行              | DEEN & 大平勉     | 3:51 |
| 4.                 | 「翼を風に乗せて〜fly away〜 (Al Schmitt MIX)」                    | 池森秀一  | 鈴木寛之              | DEEN              | 4:43 |
| 5.                 | 「Rock my heart」                                                  | 池森秀一  | 山根公路              | DEEN & 時乗浩一郎 | 4:19 |
| 6.                 | 「Lost time」                                                      | 池森秀一  | 山根公路              | DEEN & 時乗浩一郎 | 4:37 |
| 7.                 | 「I could change」                                                 | 池森秀一  | 鈴木寛之              | DEEN & 大平勉     | 5:02 |
| 8.                 | 「星の雫」                                                         | 池森秀一  | 山根公路              | DEEN              | 4:46 |
| 9.                 | 「太陽と花びら (Al Schmitt MIX)」                                  | 池森秀一  | 池森秀一 & 時乗浩一郎 | DEEN & 大平勉     | 4:55 |
| 10.                | 「Shaking the ground」                                             | 池森秀一  | 田川伸治              | DEEN              | 3:44 |
| 11.                | 「いくつものありがとう」                                           | 池森秀一  | tanatonote            | DEEN              | 4:18 |
| 合計時間:          | 合計時間:                                                          | 合計時間: | 合計時間:             | 48:57             |      |

## 参加ミュージシャン
- 沼澤尚:Drums
- 酒井勇也、宮野和也:Bass
- 勝田一樹、Gary Scott:Sax
- 佐々木史郎:Trumpet
- 入日茜、Ko-saku:Back-up Vocals 他

## 関連事項
- BMG JAPAN